# Egerbocs
Egerbocs je obec v severovýchodním Maďarsku na severu župy Heves v okresu Bélapátfalva v Bukových horách. K 1. lednu 2015 zde žilo 562 obyvatel.

## Historie
První písemná zmínka o obci pochází z roku 1262.

## Geografie
Obec se nachází asi 7 km jihovýchodně od okresního města Bélapátfalva. Od města s župním právem Eger se nachází asi 16 km severozápadně.
Obcí dále protéká potok Laskó. Obec se nachází v Bukových horách ve výšce 260 m n. m.